# The Singles Collection: 2001−2011
The Singles Collection: 2001−2011 és una compilació de la banda virtual britànica Gorillaz, llançada el 28 de novembre de 2011. El disc agrupa tots els senzills publicats entre els anys 2001 i 2011, i estava disponible en quatre formats diferents: estàndard, deluxe, vinil 12" i box-set de 7".
Malgrat que l'àlbum conté la majoria de senzills publicats per Gorillaz entre els anys 2001 i 2011, el títol amaga diversos errors d'exactitud. En primer lloc, el primer senzill ("Tomorrow Comes Today") fou llançat l'any 2000 com un EP homònim mentre que l'últim senzill ("Doncamatic") es va llançar el 2010. Per altra banda, la cançó 
"Rhinestone Eyes" no es va llançar mai com a senzill oficialment, en canvi, els senzills "911" (2002) i "White Flag" (llançat pel Record Store Day de 2010) no estan inclosos en la compilació. Finalment, "Revolving Doors / Amarillo" va aparèixer en el llançament de The Fall l'any 2011, però tampoc apareix en la compilació malgrat que segons el títol hi hauria de ser inclòs.

## Llista de cançons
| Núm. | Títol                                                                          | Durada |
| ---- | ------------------------------------------------------------------------------ | ------ |
| 1.   | «Tomorrow Comes Today»                                                         | 3:13   |
| 2.   | «Clint Eastwood» (amb Del Tha Funkee Homosapien)                               | 5:42   |
| 3.   | «19-2000»                                                                      | 3:27   |
| 4.   | «Rock the House» (amb Del Tha Funkee Homosapien)                               | 4:09   |
| 5.   | «Feel Good Inc.» (edició senzill) (amb De La Soul)                             | 3:42   |
| 6.   | «DARE» (edició senzill) (amb Shaun Ryder)                                      | 3:33   |
| 7.   | «Dirty Harry» (edició senzill) (amb Bootie Brown i San Fernandez Youth Chorus) | 3:50   |
| 8.   | «Kids with Guns» (amb Neneh Cherry)                                            | 3:46   |
| 9.   | «El Mañana»                                                                    | 3:51   |
| 10.  | «Stylo» (amb Bobby Womack i Mos Def)                                           | 3:53   |
| 11.  | «Superfast Jellyfish» (amb De La Soul i Gruff Rhys)                            | 2:58   |
| 12.  | «On Melancholy Hill» (edició ràdio)                                            | 3:28   |
| 13.  | «Doncamatic» (amb Daley)                                                       | 3:20   |
| 14.  | «Clint Eastwood» (Ed Case/Sweetie Irie Refix) (edit)                           | 3:41   |
| 15.  | «19-2000» (Soulchild remix)                                                    | 3:29   |

| 16. | «Feel Good Inc.» (Noodle's demo)            | 2:49 |
| 17. | «Stylo» (Labrinth remix) (amb Tinie Tempah) | 4:15 |

| 1.  | «Tomorrow Comes Today»                               | 3:16  |
| 2.  | «Clint Eastwood»                                     | 4:30  |
| 3.  | «19-2000»                                            | 3:56  |
| 4.  | «Rock the House»                                     | 3:43  |
| 5.  | «Feel Good Inc.»                                     | 4:15  |
| 6.  | «DARE»                                               | 4:50  |
| 7.  | «Dirty Harry»                                        | 5:01  |
| 8.  | «Kids with Guns» (directe al Manchester Opera House) | 3:55  |
| 9.  | «El Mañana»                                          | 4:00  |
| 10. | «Stylo»                                              | 5:02  |
| 11. | «Superfast Jellyfish» (directe al Camden Roundhouse) | 3:24  |
| 12. | «On Melancholy Hill»                                 | 4:22  |
| 13. | «Doncamatic»                                         | 3:29  |
| 14. | «19-2000» (Soulchild remix)                          | 3:11  |
| 15. | «Charts of Darkness» (documental)                    | 23:20 |
| 16. | «Clint Eastwood» (directe als Brit Awards)           | 4:12  |
| 17. | «Dirty Harry» (directe als Brit Awards)              | 3:50  |
| 18. | «Bananaz» (tràiler)                                  | 1:30  |
| 19. | «Demon Days Live» (tràiler)                          | 0:35  |
| 20. | «Phase One» (tràiler)                                | 1:24  |

### Vinil 12"
Aquesta edició està formada per dos vinils de 12", ambdós de doble cara.
| 1. | «Tomorrow Comes Today»                           | 3:13 |
| 2. | «Clint Eastwood» (amb Del Tha Funkee Homosapien) | 5:42 |
| 3. | «19-2000»                                        | 3:27 |
| 4. | «Rock the House» (amb Del Tha Funkee Homosapien) | 4:09 |

| 1. | «Feel Good Inc.» (single edit) (amb De La Soul)                                | 3:42 |
| 2. | «DARE» (edició senzill) (amb Shaun Ryder)                                      | 3:33 |
| 3. | «Dirty Harry» (edició senzill) (amb Bootie Brown i San Fernandez Youth Chorus) | 3:50 |
| 4. | «Kids with Guns» (amb Neneh Cherry)                                            | 3:46 |

| 1. | «El Mañana»                                                  | 3:51 |
| 2. | «Stylo» (edició ràdio) (amb Bobby Womack i Mos Def)          | 3:53 |
| 3. | «Superfast Jellyfish» (edició) (amb De La Soul i Gruff Rhys) | 2:58 |
| 4. | «On Melancholy Hill» (edició ràdio edit)                     | 3:28 |

| 1. | «Doncamatic» (amb Daley)                               | 3:20 |
| 2. | «Clint Eastwood» (Ed Case/Sweetie Irie Refix) (edició) | 3:41 |
| 3. | «19-2000» (Soulchild remix)                            | 3:29 |

### Box set vinil 7"
Aquesta edició box set està formada per vuit vinils de 7", tots de doble cara.
| 1. | «Clint Eastwood» (amb Del Tha Funkee Homosapien)     | 5:54 |
| 2. | «Clint Eastwood» (Ed Case/Sweetie Irie Refix) (edit) | 3:42 |

| 1. | «19-2000»                   | 3:27 |
| 2. | «19-2000» (Soulchild remix) | 3:30 |

| 1. | «Rock the House» (amb Del Tha Funkee Homosapien) | 4:09 |
| 2. | «Tomorrow Comes Today»                           | 3:12 |

| 1. | «Feel Good Inc.» (amb De La Soul) | 3:42 |
| 2. | «DARE» (amb Shaun Ryder)          | 3:33 |

| 1. | «Dirty Harry» (amb Bootie Brown i San Fernandez Youth Chorus) | 3:50 |
| 2. | «Kids with Guns» (amb Neneh Cherry)                           | 3:46 |

| 1. | «El Mañana»                          | 3:51 |
| 2. | «Stylo» (amb Bobby Womack i Mos Def) | 3:53 |

| 1. | «Superfast Jellyfish» (amb De La Soul i Gruff Rhys) | 2:58 |
| 2. | «On Melancholy Hill»                                | 3:28 |

| 1. | «Rhinestone Eyes»        | 3:20 |
| 2. | «Doncamatic» (amb Daley) | 3:20 |